# 8688 Delaunay
8688 Delaunay este o planetă minoră (asteroid) din centura de asteroizi. A fost descoperită pe 8 august 1992 la observatoire de la Côte d'Azur⁠(d) de Eric Walter Elst și a fost numită după Charles-Eugène Delaunay. 
Obiectul prezintă o orbită caracterizată de o semiaxă mare de 2,2728963 UAi, o excentricitate de 0,17, o înclinație de 4,44565 ° în raport cu ecliptica.